# Campeonato Uruguayo de Primera División 1910
El Campeonato Uruguayo 1910 constituyó el décimo torneo de Primera División del fútbol uruguayo organizado por la AUF.
El torneo contó con nueve participantes y consistió en un campeonato a dos ruedas de todos contra todos, coronándose campeón River Plate Football Club por segunda vez en su historia.

## Equipos participantes

### Relevos temporada anterior
| Club     | Ascendido como   |
| -------- | ---------------- |
| Libertad | Segunda División |

### Datos de los equipos
| Club                 | Ciudad     | Estadio                | Capacidad | Fundación                | Temporadas | Temporadas Consecutivas | Títulos | 1909 |
| -------------------- | ---------- | ---------------------- | --------- | ------------------------ | ---------- | ----------------------- | ------- | ---- |
| Bristol              | Montevideo |                        |           | 1904                     | 2          | 2                       | -       | 7°   |
| CURCC                | Montevideo | Field de Villa Peñarol | 3.870     | 28 de septiembre de 1891 | 9          | 9                       | 4       | 2°   |
| Central              | Montevideo |                        |           | 5 de enero de 1905       | 1          | 1                       | -       | 6°   |
| Dublin               | Montevideo |                        |           | 1904                     | 2          | 2                       | -       | 5°   |
| French               | Montevideo |                        |           | 1906-1907                | 2          | 2                       | -       | 10°  |
| Libertad             | Montevideo |                        |           |                          | -          | -                       | -       | -    |
| Nacional             | Montevideo | Gran Parque Central    | 7.000     | 14 de mayo de 1899       | 8          | 8                       | 2       | 4°   |
| River Plate          | Montevideo |                        |           | 1898                     | 3          | 3                       | 1       | 3°   |
| Montevideo Wanderers | Montevideo | Belvedere              |           | 15 de agosto de 1902     | 6          | 6                       | 2       | 1°   |

Notas: Los datos estadísticos corresponden a los campeonatos uruguayos oficiales. Las fechas de fundación son las declaradas por cada club. La columna «Estadio» refleja el estadio donde el equipo más veces juega de local, pero no indica que sea su propietario. Véase también: Estadios de fútbol de Uruguay.

## Tabla de posiciones
|  | Pos. | Equipos              |  | PJ | PG | PE | PP | GF | GC | Dif. | Pts. |
|  | ---- | -------------------- |  | -- | -- | -- | -- | -- | -- | ---- | ---- |
|  | 1    | River Plate F. C.    |  | 16 | 11 | 4  | 1  | 33 | 10 | +23  | 26   |
|  | 2    | CURCC                |  | 16 | 10 | 4  | 2  | 32 | 12 | +20  | 24   |
|  | 3    | Nacional             |  | 16 | 10 | 2  | 4  | 32 | 14 | +18  | 22   |
|  | 4    | Montevideo Wanderers |  | 16 | 9  | 2  | 5  | 24 | 15 | +9   | 20   |
|  | 5    | Central              |  | 16 | 6  | 4  | 6  | 17 | 24 | -7   | 16   |
|  | 6    | Dublin               |  | 16 | 4  | 4  | 8  | 20 | 26 | -6   | 12   |
|  | 7    | Libertad             |  | 16 | 4  | 4  | 8  | 17 | 23 | -6   | 12   |
|  | 8    | Bristol              |  | 16 | 3  | 1  | 12 | 16 | 44 | -28  | 7    |
|  | 9    | French               |  | 16 | 2  | 1  | 13 | 15 | 38 | -23  | 5    |

|  | Campeón Uruguayo. |
|  | Desciende.        |

|                                                    |
| Uruguay                                            |
| Campeón Uruguayo 1910 River Plate F.C. 2.do título |